# Glycaspis cyrtoma
Glycaspis cyrtoma är en insektsart som beskrevs av Moore 1961. Glycaspis cyrtoma ingår i släktet Glycaspis och familjen rundbladloppor. Inga underarter finns listade i Catalogue of Life.